# Difesa Goldsmith
La difesa Goldsmith, chiamata anche difesa Kadas è un'apertura scacchistica di gioco semiaperto, le cui mosse di apertura sono:
1. e4 h5

## Continuazioni
Fra le possibili continuazioni che offrono un vantaggio al bianco:
- 2.d4 d5!? 3.exd5 Dxd5 4.Cc3 Da5 5.Ad2?! Ag4 6.f3 Ad7 7.Ac4 Db6 8.Cd5 Dc6 9.Ce3 Cf6 10.Ce2 g6 11.Ab3 Da6 12.d5 h4 13.Cd4 h3 14.g3 Ah6 15.De2 0-0 16.Td1 Ag7 17.Ac3 
  - .5 Cf3! Cf6 6.Ad2 Af5 7.Ac4 Db6 8.De2 Cbd7 9.a4 c6 10.0-0 a5 11.d5 Cxd5 12.Cxd5 cxd5 13.Ab5 h4 14.h3 Tc8 15.Ac3 Tc7 16.Tfd1